# Bộ Sự vụ Toàn cầu Canada
Bộ Sự vụ Toàn cầu Canada (tiếng Anh: Global Affairs Canada, viết tắt: GAC; tiếng Pháp: Affaires mondiales Canada; AMC) là cơ quan thuộc Chính phủ Canada, thực hiện chức năng quản lý nhà nước về ngoại giao và lãnh sự, xúc tiến thương mại quốc tế với Canada, lãnh đạo hoạt động hỗ trợ nhân đạo và phát triển quốc tế do phía Canada cung cấp. Cơ quan này cũng thay mặt tất cả các bộ ngành trong việc duy trì các văn phòng thuộc Chính phủ Canada ở ngoại quốc. Cơ quan này từng rất nhiều lần thay đổi tên gọi từ lúc thành lập vào năm 1909. Tên gọi "Bộ Sự vụ Toàn cầu" căn cứ Chương trình Nhận diện Liên bang (Federal Identity Program) của Canada, còn tên theo luật định là Bộ Ngoại giao, Thương mại và Phát triển (tiếng Anh: Department of Foreign Affairs, Trade and Development, tiếng Pháp: Ministère des Affaires étrangères, du Commerce et du Développement).

## Bộ máy tổ chức
Bộ máy tổ chức như sau:
- Bộ Sự vụ Toàn cầu
  -     - Thư ký Nghị viện cho Bộ trưởng Bộ Ngoại giao Parliamentary Secretary to the Minister of Foreign Affairs
    - Thứ trưởng Ngoại giao Deputy Minister of Foreign Affairs
      - Phó Thứ trưởng Ngoại giao Associate Deputy Minister of Foreign Affairs
        - Bắc Mỹ
        - Mỹ Latinh và Caribe
        - Châu Âu, Trung Đông và Maghreb
        - Châu Á & Châu Phi

  - Bộ trưởng Phát triển quốc tế Minister of International Development
    - Thư ký Nghị viện cho Bộ trưởng Bộ Phát triển Quốc tế
    - Thứ trưởng Phát triển quốc tế 
      - Trung tâm Nghiên cứu Phát triển Quốc tế International Development Research Centre
      - Vận hành Hỗ trợ quốc tế International Assistance Operations

  - Bộ trưởng Thương mại quốc tế, Xúc tiến xuất khẩu, Doanh nghiệp nhỏ và Phát triển kinh tế Minister of International Trade, Export Promotion, Small Business and Economic Development'
    - Thư ký Nghị viện cho Bộ trưởng Doanh nghiệp nhỏ, Xúc tiến xuất khẩu và Thương mại quốc tế
    - Thứ trưởng Thương mại quốc tế Deputy Minister of International Trade 
      - Thương vụ Canada Trade Commissioner Service
      - Phát triển Xuất khẩu Canada Export Development Canada
      - Công ty Thương mại Canada Canadian Commercial Corporation
      - Văn phòng Tư vấn Trách nhiệm xã hội của doanh nghiệp trong ngành khai khoáng Extractive Sector CSR Counsellor

Dưới quyền ba thứ trưởng là các vị vụ trưởng :
- Hoạch định và Chính sách Chiến lược Strategic Planning and Policy
- Quản lý Lãnh sự, An ninh và Khẩn cấp Consular, Security and Emergency Management Branch
- Vấn đề toàn cầu Global Issues
- An ninh quốc tế International Security
- Phát triển Kinh doanh Quốc tế, Đầu tư & Đổi mới International Business Development, Investment & Innovation
- Chính sách Thương mại & Đàm phán Trade Policy & Negotiation
- Nền tảng quốc tế International Platform
- Cố vấn pháp lý Legal Advisor
- Nguồn nhân lực Human Resources
- Tài chính doanh nghiệp và Vận hành Corporate Finance and Operations